# Ahmed Abdelwahed
Ahmed Abdelwahed (Roma, 26 maggio 1996) è un siepista e mezzofondista italiano.

## Biografia
Nasce in Italia nel 1996 da genitori egiziani emigrati ed inizia nel 2008 la pratica dell'atletica leggera, nella categoria Ragazzi, con le Fiamme Gialle G. Simoni, sezione giovanile del gruppo sportivo dei finanzieri.
Durante il biennio da cadetto nel 2010-2011 non riesce ad arrivare a podio nei campionati italiani under 16, ma nel successivo biennio 2012-2013 da allievo vince entrambi i titoli nazionali sui 2 000 metri siepi; nel mese di settembre del 2012 partecipa nella Coppa dei Campioni juniores per club svoltasi in Slovenia a Lubiana: gareggia, da allievo contro avversari juniores, terminando al quinto posto nei 3000 m hs.
Sulla stessa specialità il 2 dicembre del 2013 nella capitale del Brasile, Brasilia, vince la medaglia d'oro alle Gymnasiadi, col tempo di 6'04"38 precedendo nell'ordine il turco Bekir Samet Tan (6'05"27) e l'altro italiano Said Ettaqy (6'06"95).
Dopo un biennio interlocutorio 2014-2015 da juniores (nel settembre del 2014 per motivi familiari non ha potuto gareggiare sui 3000 m siepi nella Coppa dei Campioni juniores per club tenutasi in Spagna a Castellón), nei primi due anni da promessa 2016-2017 ha fatto incetta di medaglie e titoli ai vari campionati nazionali affrontati: complessivamente è andato otto volte a podio su undici gare, laureandosi per cinque volte campione italiano.
È stato titolato su 3000 m indoor e 3000 m st agli italiani under 23 e sulla stessa specialità anche ai nazionali universitari ('16); di nuovo doppietta di titoli italiani promesse su 3000 m indoor e 3000 m hs, seguita da tre argenti (tutti in volata) su 1500 m agli italiani under 23, sulla stessa distanza ai nazionali universitari ed anche sui 3000 m hs agli assoluti di Trieste ('17).
Nello stesso biennio '16-'17 ha prima disputato l'ultima annata sportiva con la maglia delle Fiamme Gialle G. Simoni ('16) e poi è stato tesserato per il CUS Camerino ('17).
Il 16 luglio del 2017 agli Europei under 23 di Bydgoszcz (Polonia), conquista la medaglia d'argento nei 3 000 metri siepi con il tempo di 8'37"02, posizionandosi tra il vincitore, l'italiano Yohanes Chiappinelli (8'34"33) e il terzo arrivato, il britannico Jamaine Coleman (8'40"44), entrambi presentatisi alla rassegna giovanile europea con tutti e due i primati personali nella specialità, assoluto e stagionale, migliori rispetto ai suoi che lo collocavano al terzo posto nelle liste europee under 23 sui 3 000 metri siepi.
Il 27 agosto termina ottavo sui 3000 m hs alle Universiadi di Taipei (Taipei Cinese).
Nel 2018 migliora il suo personale sui 3000 m siepi in 8'26"02 conquistando la finale ai campionati europei di Berlino. A settembre conclude la stagione con un secondo posto ai campionati italiani assoluti sui 1500 m a Pescara.
Nel 2019 conquista il titolo italiano assoluto sui 3000 m siepi a Bressanone con una gara decisa nell'ultimo giro. Nel 2020 arriva terzo ai campionati italiani indoor sui 3000 m e nella stagione estiva migliora il record personale sulla gara dei 1500 m, correndo due volte 3'39" in due meeting europei. A fine 2020, dopo aver passato qualche anno a Camerino per motivi accademici, decide di tornare ad allenarsi a casa con il suo storico allenatore Vittorio Di Saverio.
Il 2021 è cominciato con una 10 km in 29'34" corso in una gara su strada a Roma. Il 25 aprile si migliora sulla distanza dei 5000 m a Milano correndo in 13'52"48. Il 19 maggio al Golden Spike Ostrava conquista lo standard di partecipazione olimpico sui 3000 m siepi con il tempo di 8'21"54.
Qualche giorno dopo a Firenze, in occasione del Golden Gala Pietro Mennea, corre i 3000 m siepi in 8'12"04 (quarto italiano di sempre) posizionandosi quinto nelle liste mondiali 2021 e primo in europa. Qualche giorno dopo si migliora sui 1500 m nel meeting Kladno correndo in 3'38"44.
Ha rappresentato l'Italia ai Giochi olimpici estivi di Tokyo 2020 concludendo al 14º posto nei 3000 m siepi, con il tempo di 8'24"34.
Ai mondiali di Eugene 2022 ha terminato 12º nei 3000 m siepi. Agli europei di Monaco di Baviera 2022 vince la medaglia d'argento nei 3000 metri siepi con il tempo di 8'22"35, terminando la gara alle spalle del finlandese Topi Raitanen. Nel mese di settembre 2022 viene comunicata la sua positività al Meldonium (sostanza proibita dal 2016) ad un controllo antidoping, effettuato nel corso della manifestazione continentale e viene sospeso in via cautelare. Dopo la diffusione della notizia in un post instagram ha affermato:
Ho scoperto per la prima volta l’esistenza del Meldonium quando mi è stato riferito che lo hanno trovato nelle mie analisi. Non ho mai assunto volontariamente questa sostanza quindi sto cercando di capire come mai fosse nelle mie urine.»
Nel dicembre 2023 viene squalificato per quattro anni, decorrenti dal 7 settembre 2022. I risultati da lui ottenuti a partire dal 19 agosto 2022, giorno della finale continentale, sono stati cancellati. Ha quindi dovuto restituire la medaglia d'argento continentale.

## Progressione

### 1500 metri piani
| Stagione | Tempo    | Luogo   | Data      | Rank. Mond. |
| -------- | -------- | ------- | --------- | ----------- |
| 2021     | 3'38"44  | Kladno  | 15-6-2021 |             |
| 2020     | 3'39"61  | Ostrava | 8-9-2020  |             |
| 2018     | 3'45"54  | Imola   | 3-7-2018  |             |
| 2017     | 3'49"54  | Firenze | 11-6-2017 |             |
| 2016     | 3'53"70  | Roma    | 14-5-2016 |             |
| 2015     | 3'56"14  | Matera  | 26-9-2015 |             |
| 2013     | 4'00"5 m | Vicenza | 28-9-2013 |             |
| 2012     | 4'02"82  | Orvieto | 22-9-2012 |             |

### 1500 metri piani indoor
| Stagione | Tempo   | Luogo   | Data      | Rank. Mond. |
| -------- | ------- | ------- | --------- | ----------- |
| 2015/16  | 3'54"56 | Firenze | 15-2-2016 |             |
| 2013/14  | 4'00"15 | Ancona  | 8-2-2014  |             |

### 5000 metri piani
| Stagione | Tempo    | Luogo    | Data      | Rank. Mond. |
| -------- | -------- | -------- | --------- | ----------- |
| 2021     | 13'52"48 | Milano   | 24-4-2021 |             |
| 2020     | 13'56"55 | Zogno    | 2-10-2020 |             |
| 2018     | 14'18"94 | Agropoli | 2-6-2018  |             |
| 2015     | 15'51"02 | Rieti    | 10-5-2015 |             |

### 3000 metri siepi
| Stagione | Tempo   | Luogo      | Data       | Rank. Mond. |
| -------- | ------- | ---------- | ---------- | ----------- |
| 2021     | 8'12"04 | Firenze    | 10-6-2021  | 5º          |
| 2020     | 8'35"05 | Roma       | 11-10-2020 |             |
| 2019     | 8'31"56 | Bressanone | 28-7-2019  |             |
| 2018     | 8'26"02 | Courtrai   | 14-7-2018  |             |
| 2017     | 8'36"73 | Trieste    | 2-7-2017   |             |
| 2016     | 8'51"84 | Rieti      | 26-6-2016  |             |

## Palmarès
| Anno | Manifestazione  | Sede      | Evento       | Risultato | Prestazione | Note   |
| ---- | --------------- | --------- | ------------ | --------- | ----------- | ------ |
| 2017 | Europei U23     | Bydgoszcz | 3000 m siepi | Argento   | 8'37"02     | [ 10 ] |
| 2017 | Universiadi     | Taipei    | 3000 m siepi | 8º        | 8'47"72     | [ 11 ] |
| 2018 | Europei         | Berlino   | 3000 m siepi | 13º       | 8'44"77     |        |
| 2021 | Giochi olimpici | Tokyo     | 3000 m siepi | 14º       | 8'24"34     |        |
| 2022 | Mondiali        | Eugene    | 3000 m siepi | 12º       | 8'33"43     |        |
| 2022 | Europei         | Monaco    | 3000 m siepi | dq        | 8'22"35     | [ 9 ]  |

## Campionati nazionali
- 1 volta campione nazionale universitario dei 3000 m siepi (2016)
- 2 volte campione nazionale promesse dei 3000 m siepi (2016, 2017)
- 2 volte campione nazionale promesse indoor dei 3000 m piani (2016, 2017)
- 2 volte campione nazionale allievi dei 2000 m siepi (2012, 2013)

2011
- 57º ai campionati italiani cadetti di corsa campestre (Nove), 2,5 km - 8'21[12]
- 10º ai campionati italiani cadetti (Jesolo), 2000 m piani - 5'56"82 [13]

2012
- Oro ai campionati italiani allievi (Firenze), 3000 m siepi - 6'06"43 [14]

2013
- 4º ai campionati italiani di corsa campestre (Abbadia di Fiastra), 5 km - 15'52 (allievi)[15]
- 8º ai campionati italiani allievi indoor (Ancona), 1000 m piani - 2'35"94 [16]
- Oro ai campionati italiani allievi (Jesolo), 2000 m siepi - 6'11"92[17]

2014
- 5º ai campionati italiani juniores indoor (Ancona), 1500 m piani - 4'00"15 [18]

2016
- Oro ai campionati italiani promesse indoor (Ancona), 3000 m piani - 8'28"12[19]
- 4º ai campionati italiani promesse (Bressanone), 1500 m piani - 3'54"67[20]
- Oro ai campionati italiani promesse (Bressanone), 3000 m siepi - 9'01"48[21]
- Oro ai campionati nazionali universitari (Modena), 3000 m siepi - 9'05"66[22]
- 6º ai campionati italiani assoluti (Rieti), 3000 m siepi - 8'51"84 [23]

2017
- Oro ai campionati italiani promesse indoor (Ancona), 3000 m piani - 8'12"08 [24]
- 24º ai campionati italiani di corsa campestre (Gubbio), 10 km - 32'14 (assoluti)[25]
- 6º ai campionati italiani di corsa campestre (Gubbio), 10 km - 32'14 (promesse)[26]
- Oro ai campionati italiani promesse (Firenze), 3000 m siepi - 8'49"65[27]
- Argento ai campionati italiani promesse (Firenze), 1500 m piani - 3'49"54 [28]
- Argento ai campionati nazionali universitari (Catania), 1500 m piani - 3'51"57[29]
- Argento ai campionati italiani assoluti (Trieste), 3000 m siepi - 8'36"73 [30]

2018
- Argento ai campionati italiani assoluti (Pescara), 1500 m piani - 3'47"45

2019
- Oro ai campionati italiani assoluti (Bressanone), 3000 m siepi - 8'31"56

2020
- Bronzo ai campionati italiani assoluti indoor (Ancona), 3000 m piani - 8'24"95

## Altre competizioni internazionali
2012
- 5º nella Coppa dei Campioni U20 per club ( Lubiana), 3000 m siepi - 10'22"14 [31]

2013
- Oro alle Gymnasiadi ( Brasilia), 3000 m siepi - 6'04"38[32]

2018
- 17º al Giro al Sas ( Trento) - 30'42"

2021
- 4º al Golden Gala Pietro Mennea ( Firenze), 3000 m siepi - 8'12"04
- 6º all'Herculis ( Monaco), 3000 m siepi - 8'14"86

2022
- 15º alla Cinque Mulini ( San Vittore Olona) - 30'03"
- 6º al Golden Gala Pietro Mennea ( Roma), 3000 m siepi - 8'10"29